# .htaccess

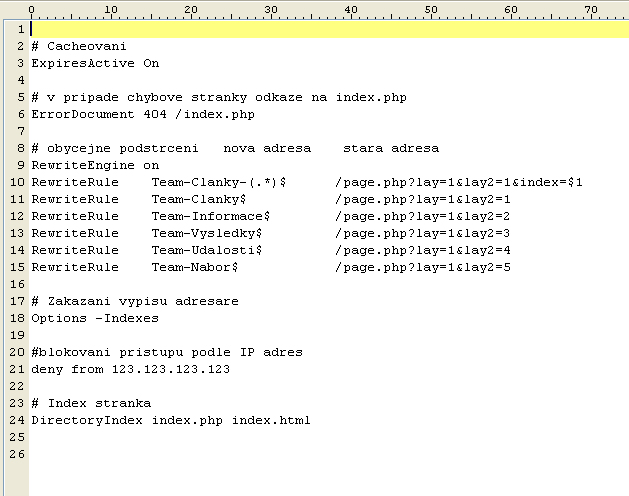

(بالإنجليزية: ‎.htaccess)‏ وهو ملف حاسوب نصي عادي أتى اسم الملف من اختصار الكلمتين (hypertext access) وهو ملف إعدادات مدعوم من عدد من سيرفرات الويب ويستخدم في التحكم في إعدادات الخوادم وبشكل لا مركزي. يوضع ضمن شجرة الملفات وهو قادر على تجاوز الإعدادات السيرفر الثانوية للمجلد الموجود فيه وما يحتويه من ملفات ومجلدات فرعية.

## الصيغة
لسبب تاريخي صيغة ملف ‎.htaccess كما هي في ملفات إعدادات Apache. كالتي يتم استخدامها بواسطة أنظمة صن جافا وخادم الويب زيوس.

## الإستخدام العام
يستخدم ملف ال htaccess لتحديد القيود الأمنية للمجلد، من هنا كان اسم الملف "access". ملف ال htaccess يكون دائما مرافق ل ملف آخر يسمى ‎.htpasswd الذي يقوم بدوره في تخزين أسماء المستخدمين وكلمات السر الخاصة بهم.
دائما ما تستخدم السيرفرات ملف ال ‎.htaccess لإعادة كتابة الروابط الطويلة الشاملة أكثر من اللازم إلى روابط اٌقصر يسهل تذكرها. يستخدم allow/deny لمنع المستخدمين بواسطة عنوان ال IP أو اسم نطاق المجال. وأيضا يستخدم لمنع البوتات الرديئة. ويستخدم دائما لتقييد الدخول بواسطة محركات البحث